# Bugatti W16 Mistral
La Bugatti Mistral est une supercar du constructeur automobile français Bugatti.

## Présentation
Elle est présentée le 20 août 2022 au Pebble Beach Concours d'Elegance. Sa production est limitée à 100 exemplaires, 99 pour les clients et un conservé par la marque.
Elle est basée sur la Chiron Super Sport, son tarif est de 5 millions d'euros hors taxes et elle sera livrée à partir de 2024. Le roadster atteint une vitesse de pointe de 450 km/h (bridé à 420km/h pour les clients). Un nouveau record pour la marque française.

## Caractéristiques techniques

### Motorisation
La supercar reçoit le moteur W16 de 8 litres de cylindrée de la Bugatti Chiron.
|                            | W16 8.0 L                           |
| -------------------------- | ----------------------------------- |
| Moteur                     | 16 cylindres en W                   |
| Cylindrée (cm3)            | 7 993                               |
| Alimentation               | Quadri turbos                       |
| Puissance maximale (ch)    | 1 600                               |
| au régime de (tr/min)      | 6 700                               |
| Couple maximal (N m)       | 1 600                               |
| au régime de (tr/min)      | 2 000 à 6 000                       |
| Boîte de vitesses          | DSG à 7 rapports à double embrayage |
| Transmission               | Intégrale permanente                |
| Vitesse maximale (en km/h) | 420                                 |
| 0-100 km/h (en s)          | 2,4                                 |
| Masse à vide (kg)          | 1 960                               |

## Records
Le 9 novembre 2024, une Bugatti W16 Mistral battait le record du monde du roadster le plus rapide, toujours pilotée par Andy Wallace, déjà responsable du record de vitesse de la Chiron Supersport, à 490,5 km/h. Vers 10h49 du matin, la voiture - qui arbore une livrée similaire à celle de la Veyron Supersport - atteint sa vitesse record de 453,91 km/h sur la piste d'Ehra-Lessien.
La voiture est commercialisée au prix de 14 millions d'euros.